# Patti (ort i Indien, Uttar Pradesh)
Patti är en ort i Indien.   Den ligger i distriktet Pratāpgarh och delstaten Uttar Pradesh, i den centrala delen av landet, 600 km sydost om huvudstaden New Delhi. Patti ligger 95 meter över havet och antalet invånare är 9 685.
Terrängen runt Patti är mycket platt. Runt Patti är det tätbefolkat, med 819 invånare per kvadratkilometer. Det finns inga andra samhällen i närheten. Trakten runt Patti består till största delen av jordbruksmark.